# Skatol
Skatol (3-metilindol) je blago toksično belo kristalno organsko jedinjenje iz indolne familije. Ono se prirodno javlja u izmetu (formira se iz triptofana u sistemu za varenje sisara) i katranu, i ima jak fekalni miris. U niskim koncentracijama, on ima miris cveća i prisutan je u nekoliko vrsta cveća i eteričnih ulja, uključujući ulje cveta pomorandži, jasmina, i Ziziphus mauritiana. On se koristi kao miris i fiksativ u mnogim parfemima i jedinjenjima koja daju aromu. Njegovo ime je izvedeno iz grč. skato sa značenjem „balega“. Nemački lekar Ludvig Briger je otkrio skatol 1877.